# Ketty Fogliani
Pour l’article homonyme, voir Antonino Fogliani.
Ketty Fogliani, née le 14 juin 1969 à San Donà di Piave (Italie), est une femme politique italienne.

## Biographie
Ketty Fogliani naît le 14 juin 1969 à San Donà di Piave.
Elle adhère à la Ligue du Nord en 1994, et devient responsable de la section de Portogruaro en 2011. Elle est élue députée Ligue lors des élections générales de 2018.